# 技术中心主义
技术中心主义，是当代绿色政治的一个理念流派，是环境伦理学的一种研究视角。它是一种有关生态和环境保护的思想流派和解决问题的思路，与此相对是生态中心主义。这里的技术是广义的。
生态中心主义把人类视为一个全球生态系统的一部分，并且必须服从于生态规律而技术中心主义承认我们遇到了许多环境问题，但他们或者是一种所谓丰饶论的观点；或是相对谨慎的持一种所谓适应论（accommodators）。无论哪一种思路，他们都将信任给予了科学技术和经济理论。

## 定义
技术中心主义，是当代绿色政治的一个理念流派，是环境伦理学的一种研究视角。是一种有关生态和环境保护的思想流派和解决问题的思路，与此相对是生态中心主义。这里的技术是广义的，还包括科学、经济、政治等人类文化成果。它的中心是相信环境问题和生态矛盾是可逆的，与以生态为中心、呼吁和强调生态自身的整体性、协调性相对立。它与生态中心主义都是生态社会主义、绿色政治的亚属。
生态中心主义把人类视为一个全球生态系统的一部分，并且必须服从于生态规律。这些规律以及以生态为基础的道德要求限制着人类行动，尤其是通过强加对经济和人口增长的限制。而技术中心主义承认我们遇到了许多环境问题，但他们或者毫无保留的认为，我们的现行社会形式就可以解决这些困难并且获得无限制的增长。是一种所谓“丰饶论”的观点；或是相对谨慎的认为，这些难题可以通过细致的经济管理或环境管理来解决，是一种所谓“适应论”。无论哪一种思路，他们都将信任给予了科学技术和经济理论。

## 性质
其政治本质是改良主义的，遭到很多学者（T.奥里奥丹）批判的。他们消极相信现状在政治领域、权力结构中得到的保持，但另一方面又积极要求政策、计划、制度、教育等给予他们更多的正面回应与相互适应。
可以认为它的一支发源是英国古典政治经济学家亚当·斯密。由斯密的理论到市场自由主义，再到选择偏好理论（自由市场），直到丰饶论的技术主义；另一支起源于斯密的后继者大卫·李嘉图（或米尔、凯恩斯）。由李嘉图的思想再到福利自由主义（强调环境保护中自我利益的提升和个体的自主性），即民主社会主义者，到后来的生产成本理论（市场干预），溯回适应论的技术主义（调整适应技术中心论和一般生态中心主义）。
生态中心主义相比之下是更革命的，主张一种政治权利的重新分配。它强调对自然的养育、护养，而并非一种破坏性干涉的整体范式。而在技术主义的思想后面，是一种操纵论的，即将自然视为一个可以精心打扮、设计、改造的花园。这种理念的右派希望减少公众政策的参与和有关价值的讨论，它的左翼是渐进主义的改革者，但在这个理论框架内，也认为不必对经济和社会的相应制度做任何根本改变。他们表面的乐观主义面纱后面是“不确定性、推诿和错误倾向”。正如同修正主义和民主社会主义一样，都是不完全的、意志不可靠的、理论简单浅显而缺乏深度或存在根本逻辑矛盾的。是一种伪生态社会主义和伪绿色政治。

## 适应和干预——两种路线
适应论和干预论是它的两个具体方面。关于它的适应论基本特征是：信奉制度的适应和评价与评估适应环境需要的方法。包含着一种建立在成本——收益和风险分析基础上的环境管理方法和通过各式税收、强制规定与事后惩罚、标准制定等等的经济政策予以干预的思维。看似产生了一种低成本的、温和渐进的、吸引人（T.奥里奥丹）的改革路径，实质是一种对政治现状的一种承认和生存策略，即主动适应，一种“许多智力碎片被吞没其中的当代环境主义的漩涡”，甚至不过是为自由主义的环境学者和顾问提供某种程度上的救助。绿色运动支持者中持这种思维的主要有中等行政人员、环境科学家、白领工会成员；自由——社会主义政治家。
干预论的基本特征是：信奉科学、市场力量和管理智慧的运用。他们也自视为环境主义者。干涉论者相信，环境是一种经济和社会发展的附属品，与此相对应，绿色份子（真正的环境主义者）们认为环境是他们真正的中心和关切的目标。良好的企业环境、科学技术的不断演进、管理科学的逐步成熟和与此相适应的生活水平的持续提高就足够了。绿色份子则强调地球不会自己消化人类发展的产物，人们（普通的）需要通过“创造性的反抗”来实现改变。支持者中主要有商人和金融管理者、技术工人、自我就业者和右翼政治家、职业青年。

## 评价
随着20世纪以来，生态社会主义的兴起使得人们开始注意形形色色的中心价值。作为一种将生态和环境问题与马克思主义相联系和捆绑的环境和政治理念，技术中心主义注定要受到绿色革命者的批判。它的阶级混淆性（或许就是资产阶级的边缘）使得它正像民主社会主义一样，只能成为资本主义或者环境资本主义、新自由主义病床前的医生。资本主义对剩余价值的剥削和细润最大化的无休止追逐使得环境和生态问题难以得到根本解决，技术中心主义的思想相比更加进步的生态中心主义，更体现了这一点。
无论是对科学、经济、政治和管理的迷信还是对现有制度的无限适应调整，都体现一种不彻底的绿色革命的革命意志和出发点。以生态主义类似天人合一、人与自然相互联系的主客统一性质，对比技术主义主客分离、二元对立的属性，可以得到其对绿色政治的浅显解读和逻辑上的脆弱。如果按照技术中心者的思路，我们做的，只有适应和改良，那么环境问题并不在它的第一考虑中，而是政治生存、自我麻痹和得过且过的潜意识占据主导。
从社会主义的革命性和彻底性出发，我们拒绝这种中立和不明确的生态观，无论是深生态学的智慧与前瞻性，还是简单的公平正义的考量，也不接受最终会走向缺乏整体性、公正性，不能独立决断和离开所处社会环境认识问题的理论缺陷。当然，这样的思维还是有较广的存在和受众的。以许多形式参杂在许多零散的、无体系、不成熟的生态运动里，起到或正面或负面的作用。其作为一种对生态问题有所觉醒的思想，还是在一定程度上有其作用的。但是要真正为地球和生态自然的明天考虑，真正重新审视和处理人与自然的一体关系以及真正认识生态运动、绿色政治的深刻内涵，需要对此有所警惕和分析。我们需要真正的马克思主义生态政治，需要马克思主义的生态哲学。生态社会主义的路，正如政治上社会主义的历史探索一样，才刚开始。

## 引用文獻
1. 1 2 3 4 5  大卫, 佩珀. 生态社会主义: 从纵深生态学到社会主义[J]伦敦: 洛特雷出版社. 1993.
2. ↑  O'Riordan T. Environmentalism[J]. 1981.
3. ↑  O'Riordan T. 4 The challenge for environmentalism[J]. New models in geography: the political-economy perspective, 1989, 1: 77.